# Imingfjellet
Das Imingfjellet (norwegisch für Schneegraupelberg; russisch Гора Русакова Gora Russakowa) ist ein 2645 m hoher Berg der Sør Rondane im ostantarktischen Königin-Maud-Land. Er ragt an der Ostflanke des Mjellbreen auf.
Wissenschaftler des Norwegischen Polarinstituts benannten ihn 1973. Der Namensgeber der russischen Benennung ist nicht überliefert.